# گرث مک‌آئولی
گرث جرالد مک‌آئولی (انگلیسی: Gareth Gerald McAuley؛ زادهٔ ۵ دسامبر ۱۹۷۹) بازیکن فوتبال اهل ایرلند شمالی است.
از باشگاه‌هایی که در آن بازی کرده‌است می‌توان به لینفیلد، لینکولن سیتی، لستر سیتی، ایپسویچ تاون، وست برومویچ آلبیون و رنجرز اشاره کرد.